# Storkhill and Sandholme
Storkhill and Sandholme var en civil parish från 1866 till 1935 då den blev en del av Tickton, i grevskapet East Riding of Yorkshire, i England. Civil parish var belägen 16 km från Driffield och hade 70 invånare år 1931.